# Spit Point (Heard)
Der Spit Point (englisch für Landzungenspitze) ist eine Landspitze der Insel Heard im südlichen Indischen Ozean. Sie bildete ursprünglich das östliche Ende des Elephant Spit. Durch die zunehmende Erosion des Elephant Spit ist sie heute der östliche Ausläufer der so entstandenen Insel Alert Island.
Die deskriptive Benennung erfolgte vermutlich durch US-amerikanische Robbenjäger, die hier ab 1855 der Robbenjagd nachgingen.